# Roselektronika
Roselektronika (russisch Росэлектроника) ist eine russische Holdinggesellschaft für mehrere Unternehmen der elektronischen Industrie. Roselektronika ist Teil des staatlichen Rostec-Konzerns. Das Unternehmen tritt auf dem internationalen Markt auch unter dem Namen Ruselectronics auf.
Das Staatsunternehmen Roselektronika entstand 1997 durch ein Dekret des russischen Präsidenten. Bis 2009 wurde Roselektronika, auf ein weiteres Dekret des Präsidenten hin, in den Rostec-Konzern eingegliedert. Im Jahr 2017 fusionierten Roselektronika und die United Instrument Manufacturing Corporation (Объединённая приборостроительная корпорация (OPK)). Das fusionierte Unternehmen firmierte als Roselektronika weiter.
Nach eigenen Angaben ist die Unternehmensgruppe für über 50 % der russischen Elektronikproduktion verantwortlich. Die Produkte von Roselektronika werden in verschiedenen zivilen Anwendungen eingesetzt, laut SIPRI machten die militärisch genutzten Produkte im Jahr 2018 allerdings einen Anteil von 87 % am Gesamtumsatz aus.